# Heinz-Wolfgang Schnaufer
Heinz-Wolfgang Schnaufer (ur. 16 lutego 1922, zm. 15 lipca 1950) – niemiecki pilot i dowódca lotnictwa podczas II wojny światowej. Schnaufer był asem nocnego myślistwa i uzyskał największą w historii lotnictwa liczbę zestrzeleń jako pilot nocny – 121 zwycięstw powietrznych. Nie odniósł żadnego zwycięstwa za dnia. Alianci nadali mu przydomek Nocny Duch z Sint-Truiden, od nazwy lotniska, na którym stacjonowała przez większą część wojny jednostka Schnaufera.
Pochodził z Wirtembergii, latania na szybowcach uczył się na kursach organizacji Napoli. W 1939 roku wstąpił do Luftwaffe i po przejściu szkolenia w kwietniu 1941 został skierowany do jednostki treningowej nocnych myśliwców. W listopadzie 1941 został przydzielony do jednostki bojowej - II./NJG 1, a w nocy z 1 na 2 czerwca 1942 uzyskał pierwsze zestrzelenie alianckiego bombowca. Podczas ataku na drugi bombowiec, tej samej nocy, został ranny w nogę, lecz udało mu się wylądować. Za ten wyczyn został odznaczony Krzyżem Żelaznym II klasy. Po uzyskaniu 6 zestrzeleń został odznaczony Krzyżem Żelaznym I klasy, a w lipcu 1943 roku, po uzyskaniu 15 zestrzeleń, został promowany do stopnia porucznika i odznaczony złotym Krzyżem Niemieckim. W sierpniu 1943 został dowódcą eskadry (Staffel) w IV./NJG 1. W grudniu tego roku, po uzyskaniu 42 zestrzeleń został odznaczony Krzyżem Rycerskim. W maju 1944 roku w ciągu jednej nocy zestrzelił 5 alianckich bombowców i w tym samym miesiącu awansował na stopień kapitana oraz objął dowództwo dywizjonu myśliwskiego (Gruppe) IV./NJG 1. 24 czerwca 1944 roku po uzyskaniu 84 zwycięstw został odznaczony liśćmi dębu do Krzyża Rycerskiego, a 30 lipca tego roku po 89 zwycięstwach mieczami do Krzyża Rycerskiego. 16 października 1944 po 100 zwycięstwach powietrznych został odznaczony, jako 21. osoba, Brylantami do Krzyża Rycerskiego – 19 października odznaczenie wręczył mu osobiście Adolf Hitler. W listopadzie 1944 został najmłodszym dowódcą pułku (Geschwader) Luftwaffe (NJG 4), a 1 grudnia awansowano go na majora. 21 lutego 1945 odniósł swój największy sukces, zestrzeliwując jednej nocy 9 alianckich bombowców, w tym 7 z nich w ciągu zaledwie 17 minut. 7 marca 1945 odniósł ostatnie zwycięstwo, zestrzeliwując 3 bombowce alianckie. Później brał udział m.in. w testach samolotu Dornier Do 335 jako myśliwca nocnego. 
W maju 1945 dostał się do niewoli alianckiej. Zwolniony z niewoli w listopadzie tego samego roku zajął się rodzinną firmą winiarską. W lipcu 1950 roku uległ wypadkowi samochodowemu pod Biarritz we Francji i zmarł wkrótce później w wyniku odniesionych ran. 
W czasie wojny latał wyłącznie na samolotach Messerschmitt Bf 110. Maszyna, którą latał, jest wystawiona na ekspozycji w Imperial War Museum w Londynie.

## Odznaczenia
- Krzyż Rycerski Krzyża Żelaznego z Liśćmi Dębu, Mieczami i Brylantami
  - Krzyż Rycerski – 31 grudnia 1943
  - Liście Dębu (nr 507) – 24 czerwca 1944
  - Miecze (nr 84) – 30 lipca 1944
  - Brylanty (nr 21) – 16 października 1944
- Krzyż Niemiecki w Złocie – 16 sierpnia 1943
- Krzyż Żelazny I Klasy – sierpień/wrzesień 1942
- Krzyż Żelazny II Klasy – 2 czerwca 1942
- Czarna Odznaka za Rany
- Złota odznaka pilota frontowego Luftwaffe dla Nocnych Myśliwców
- Złota odznaka pilota-obserwatora Luftwaffe z Brylantami
- Puchar Honorowy Luftwaffe – 26 lipca 1943
- Wymieniony jednokrotnie we wspomnieniach imiennych Wehrmachtbericht – 10 października 1944